# Błędów (województwo łódzkie)
Błędów – wieś w Polsce położona w województwie łódzkim, w powiecie łowickim, w gminie Chąśno. W miejscowości znajduje się szkoła podstawowa.
Wieś arcybiskupstwa gnieźnieńskiego w ziemi gostynińskiej województwa rawskiego w 1792 roku. W latach 1975–1998 miejscowość administracyjnie należała do województwa skierniewickiego.
W Błędowie urodził się Tomasz Brzozowski (1901–1937), żołnierz Wojska Polskiego, odznaczony Orderem Virtuti Militari.